# نهائي كأس العالم للأندية 2025
نهائي كأس العالم للأندية 2025 (بالإنجليزية: 2025 FIFA Club World Cup final) هي مباراة كرة القدم الختامية لتحديد الفريق الفائز في بطولة كأس العالم للأندية 2025، من النسخة الحادية والعشرين من المسابقة كرة القدم الأولى للأندية للرجال التي تنظمها الفيفا. من المقرر أن تلعب المباراة في ملعب ميتلايف في شرق راذرفورد، نيوجيرسي، بالقرب من مدينة نيويورك، في 13 يوليو 2025. سيتم التنافس عليه بين تشيلسي وباريس سان جيرمان. هذه المباراة النهائية هي الأولى منذ 2000 التي يتنافس عليها فريقان من نفس الاتحاد - كأس العالم للأندية السابق الوحيد الذي يضم فرقا متعددة من نفس الرابطة أو البلد - والأول على الإطلاق يضم فريقين أوروبيين.
فاز تشيلسي بالمباراة 3-0 لتوج باللقب للمرة الثانية في كأس العالم للأندية.

## الفرق
في الجدول التالي، كانت المباريات النهائية حتى عام 2005 ضمن نظام بطولة العالم للأندية، ومنذ عام 2006 كانت ضمن نظام كأس العالم للأندية.
| فريق             | اتحاد                       | تأهل للبطولة                                                         | نهائيات بطولة العالم للأندية السابقة (الخط العريض يشير إلى الفائزين) |
| ---------------- | --------------------------- | -------------------------------------------------------------------- | -------------------------------------------------------------------- |
| تشيلسي           | الاتحاد الأوروبي لكرة القدم | بطل دوري أبطال أوروبا 2020–21                                        | كأس العالم للأندية: 2 (2012، 2021)                                   |
| باريس سان جيرمان | الاتحاد الأوروبي لكرة القدم | ثاني أفضل فريق مؤهل في تصنيف الاتحاد الأوروبي لكرة القدم لأربع سنوات | لا يوجد                                                              |

ملاحظة: في 27 أكتوبر 2017، اعترف الاتحاد الدولي لكرة القدم (الفيفا) رسميًا بجميع أبطال كأس الإنتركونتيننتال كأبطال لعالم الأندية، على قدم المساواة مع كأس العالم للأندية.
- كأس الإنتركونتيننتال (1960–2004)
- نهائيات كأس العالم للأندية (2000، 2005–)

## المكان

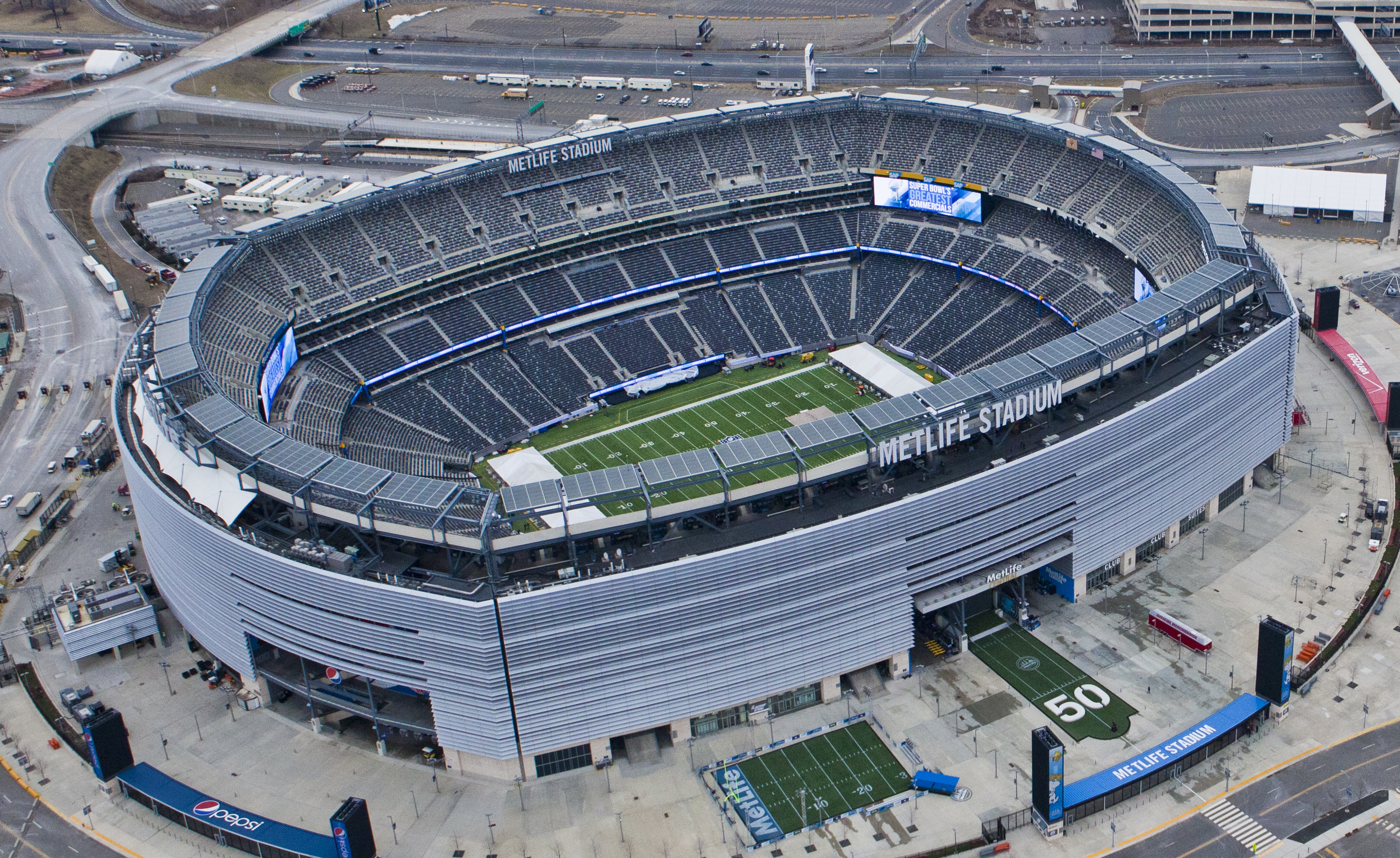
صوره ل ملعب ميتلايف في عام 2014، المكان المضيف للنهائي

كان المكان المضيف للنهائي ملعب ميتلايف في شرق راذرفورد، نيوجيرسي, 5 ميل (8.0 كـم) غرب نيويورك.
أعلن الاتحاد الدولي لكرة القدم عن مكان استضافة النهائي في 28 سبتمبر 2024. تم اختيار ملعب ميتلايف في إيست روثرفورد، نيو جيرسي، الولايات المتحدة. كما سيستضيف ملعب ميتلايف نهائي كأس العالم لكرة القدم في يوليو 2026. تم استخدام الملعب بشكل أساسي من قبل فريق نيويورك جاينتس ونيويورك جيتس من الدوري الوطني لكرة القدم (NFL) منذ افتتاحه في عام 2009. تبلغ سعته المسجلة 82500 مقعدًا واستضاف سابقًا سوبر بول الثامن والأربعون في عام 2014 ونهائي كوبا أمريكا المئوية في عام 2016.

## الترفيه
في 9 يونيو 2025، أعلن الاتحاد الدولي لكرة القدم ومنظمة غلوبل سيتزن عن الشخصيات الرئيسية في عرض ما بين الشوطين والذي تضمن جي بالفين، دوجا كات، تيمز وإيمانويل كيلي (تمت إضافته لاحقًا في 12 يوليو) مقدمة لعرض استراحة الشوط الأول لنهائي كأس العالم 2026. فضلاً عن ذلك روبي ويليامز ولورا باوزيني سيقدم عرضًا قبل المباراة في الملعب.
كانت قائمة عرض الشوط الأول كما يلي:
1. "شعبي (أغنية جي بالفين وويلي ويليام)" (من أداء: جي بالفين)
2. "Love Me JeJe" (من أداء: Tems)
3. "Reggaetón" (من أداء: جي بالفين)
4. "Woman" (من أداء: Doja Cat)
5. "A Sky Full of Stars" (من أداء: كولدبلاي و Emmanuel Kelly)

## الطريق إلى النهائي
| م | الفريق         | لعب | نقاط |
| - | -------------- | --- | ---- |
| 1 | فلامنغو        | 3   | 7    |
| 2 | تشيلسي         | 3   | 6    |
| 3 | الترجي الرياضي | 3   | 3    |
| 4 | لوس أنجلوس     | 3   | 1    |

| م | الفريق           | لعب | نقاط |
| - | ---------------- | --- | ---- |
| 1 | باريس سان جيرمان | 3   | 6    |
| 2 | بوتافوغو         | 3   | 6    |
| 3 | أتلتيكو مدريد    | 3   | 6    |
| 4 | سياتل ساوندرز    | 3   | 0    |

### تشيلسي
تأهل تشيلسي إلى البطولة باعتباره الفائز بالبطولة دوري أبطال أوروبا 2020–21. دخل البطولة بعد فوزه دوري المؤتمر الأوروبي 2024–25, أصبح أول نادي يفوز بجميع الكؤوس الأوروبية الأربع الكبرى و جميع المسابقات الأوروبية الثلاث الحالية. لقد تم قرعتهم في المجموعة الرابعة إلى جانب نادي فلامنغو، نادي لوس أنجلوس والترجي الرياضي التونسي. في المباراة الافتتاحية، فاز تشيلسي على لوس أنجلوس إف سي بنتيجة 2-0، حيث جاءت الأهداف من قبل بيدرو نيتو وإينزو فرنانديز. هُزم تشيلسي بنتيجة 3-1 أمام فلامنجو في المباراة الثانية، وهي النتيجة التي تعني أن تشيلسي سيحتل في أفضل الأحوال المركز الثاني في المجموعة. في المباراة الجولة الثالثة، واجه تشيلسي نادي الترجي التونسي. فاز تشيلسي بنتيجة 3–0، سجلهما توسين أدارابيويو وتيريك جورج، إضافة إلى الهدف الأول للاعب تشيلسي الجديد ليام ديلاب. ضمنت النتيجة لتشيلسي مكانه في مرحلة خروج المغلوب باعتباره الفريق صاحب المركز الثاني في المجموعة الرابعة.
واجه تشيلسي في دور الستة عشر فريق بنفيكا، متصدر المجموعة الثالثة، تقدم تشيلسي بهدف من ركلة حرة سجلها رييس جيمس، قبل أن تتوقف المباراة بسبب الصواعق لمدة ساعتين تقريبًا. بعد حصوله على ركلة الجزاء التي نفذها أنخيل دي ماريا سجلا هدف التعادل انتقلت المباراة إلى الوقت الإضافي، حيث سجل تشيلسي هدفين من كريستوفر نكونكو، بيدرو نيتو، و كيرنان ديوسبري هال ليفوز البلوز بنتيجة 4-1. في ربع النهائي، واجه تشيلسي بالميراس في مباراة العودة نهائي كأس العالم للأندية 2021، والتي سبق لتشيلسي أن فاز بها بنتيجة 2-1. وستكون النتيجة مماثلة. افتتح كول بالمر التسجيل بهدفه الأول في البطولة، قبل أن يُسجل إستيفاو ويليان هدف التعادل في ما سيكون ظهوره الأخير. لبالميراس قبل انتقاله إلى تشيلسي. جاء هدف الفوز لتشيلسي بهدف عكسي سجله حارس مرمى بالميراس. ويفرتون. في الدور نصف النهائي، واجه تشيلسي فريقًا برازيليًا آخر فلومينينسي, آخر فريق غير أوروبي متبقٍ في البطولة. فاز تشيلسي بنتيجة 2-0 بهدفين من اللاعب الجديد المنضم حديثًا جواو بيدرو لاعب أكاديمية فلومينينسي.

### باريس سان جيرمان
تأهل باريس سان جيرمان إلى البطولة عبر تصنيف الاتحاد الأوروبي لكرة القدم (UEFA) كأحد أفضل الفرق الأوروبية تصنيفًا. دخل البطولة بصفته حامل لقب دوري أبطال أوروبا، بعد فوزه مؤخرًا بلقب دوري أبطال أوروبا. دوري أبطال أوروبا 2024–25. أوقعت القرعة نادي باريس سان جيران في المجموعة الثانية إلى جانب أتلتيكو مدريد، وبوتافوغو، وسياتل ساوندرز إف سي. في المباراة الافتتاحية، فاز باريس سان جيرمان على أتلتيكو مدريد بنتيجة 4-0 بهدفين في الشوط الأول من قبل فابيان رويز وفيتينيا واتبع ذلك هدفين متأخرين من سيني مايولو ولي كانغ إن. في المباراة الثانية، واجه باريس سان جيرمان بوتافوغو، بطل أمريكا الجنوبية الحالي. وفي مفاجأة غير متوقعة، فاز الفريق الجنوب أمريكي بنتيجة 1-0، بهدف وحيد سجله إيغور جيسوس. في المباراة الثالثة، واجه باريس سان جيرمان فريق سياتل ساوندرز إف سي المحلي، وفاز بنتيجة 2-0 بأهداف من خفيتشا كفاراتسخيليا وأشرف حكيمي. ضمنت النتيجة لباريس سان جيرمان مكانه في مرحلة خروج المغلوب باعتباره متصدر المجموعة الثانية، متقدمًا على بوتافوغو وأتلتيكو مدريد وكلاهما لديه أيضًا ست نقاط وتأهل باريس وبوتافوغو بفارق الأهداف المباشرة.
في دور الستة عشر، واجه باريس سان جيرمان فريقًا محليًا آخر، وهو إنتر ميامي، الذي يضم لاعب باريس سان جيرمان السابق ليونيل ميسي. فاز باريس سان جيرمان بنتيجة 4-0، مع هدفين من جواو نيفيز وهدف من حكيمي مع هدف عكسي ن لاعب قريق ميامي. في ربع النهائي، واجه باريس سان جيرمان بايرن ميونيخ في مباراة إعادة نهائي دوري أبطال أوروبا 2020، والتي فاز بها في ذلك الوقت بايرن. هذه المرة فاز باريس سان جيرمان بنتيجة 2-0 بأهداف من قبل ديزيري دوي وعثمان ديمبيلي. وشهدت المباراة أيضًا مشاركة لاعب بايرن جمال موسيالا تعرض لإصابة خطيرة بسبب اصطدامه بحارس مرمى باريس سان جيرمان جانلويجي دوناروما، في حين حصل لاعبا باريس سان جيرمان ويليان باتشو ولوكاس هيرنانديز على حالة طُردا وإيقاف عن مبارتين لكل منهما. في نصف النهائي، واجه باريس سان جيرمان ريال مدريد، الذي ضم لاعبه السابق كيليان مبابي. ومرة أخرى، فاز باريس سان جيرمان بسهولة 4-0، بهدفين من رويز وهدف من ديمبيلي في الشوط الأول، بالإضافة إلى هدف متأخر من غونسالو راموس.

## تفاصيل ما قبل المباراة
كان الحاضر في المباراة رئيس الولايات المتحدة دونالد ترمب, الذي كان برفقة السيدة الأولى ميلانيا ترامب, كما كذلك رئيس الفيفا جياني إنفانتينو وله شريك. كان ترامب مسموعا استهزأ عندما دخل الملعب ومرة أخرى عندما صعد إلى الملعب لعرض الكأس.

## المباراة

### تفاصيل النهائي
| تشيلسي                          | 3–0   | باريس سان جيرمان |
| ------------------------------- | ----- | ---------------- |
| - بالمر 22'، 30' - ج. بيدرو 43' | تقرير |                  |

| تشيلسي | باريس سان جيرمان |

|                |    | تشكيلة الفريق:     |     |     |
| GK             | 1  | روبرت سانشيز       |     |     |
| RB             | 27 | مالو غوستو         | 40' |     |
| CB             | 23 | تريفوه تشالوباه    |     |     |
| CB             | 6  | ليفي كولويل        | 81' |     |
| LB             | 3  | مارك كوكورييا      |     |     |
| CM             | 24 | رييس جيمس          |     | 77' |
| CM             | 25 | مويسيس كايسيدو     | 36' |     |
| RW             | 10 | كول بالمر          |     |     |
| AM             | 8  | إينزو فرنانديز     |     | 61' |
| LW             | 7  | بيدرو نيتو         | 34' | 77' |
| CF             | 20 | جواو بيدرو         |     | 67' |
| قائمة البدلاء: |    |                    |     |     |
| GK             | 12 | فيليب يورجنسن      |     |     |
| GK             | 39 | مايك بيندرز        |     |     |
| GK             | 44 | غابرييل سلونينا    |     |     |
| DF             | 4  | توسين أدارابيويو   |     |     |
| DF             | 19 | مامادو سار         |     |     |
| DF             | 30 | آرون أنسيلمينو     |     |     |
| DF             | 34 | جوش أشيامبونغ      |     |     |
| MF             | 17 | أندري سانتوس       |     | 61' |
| MF             | 22 | كيرنان ديوسبري هال |     | 77' |
| MF             | 45 | روميو لافيا        |     |     |
| FW             | 9  | ليام ديلاب         |     | 67' |
| FW             | 15 | نيكولاس جاكسون     |     |     |
| FW             | 18 | كريستوفر نكونكو    |     | 77' |
| FW             | 32 | تيريك جورج         |     |     |
| FW             | 38 | مارك غويو          |     |     |
| المدرب:        |    |                    |     |     |
| إنزو ماريسكا   |    |                    |     |     |

|                |    | تشكيلة الفريق:      |       |     |
| GK             | 1  | جانلويجي دوناروما   |       |     |
| RB             | 2  | أشرف حكيمي          |       | 73' |
| CB             | 5  | ماركينيوس           |       |     |
| CB             | 4  | لوكاس بيرالدو       |       |     |
| LB             | 25 | نونو مينديش         | 90+4' |     |
| DM             | 17 | فيتينيا             |       |     |
| CM             | 87 | جواو نيفيز          | 86'   |     |
| CM             | 8  | فابيان رويز         |       | 73' |
| RF             | 14 | ديزيري دوي          |       | 73' |
| CF             | 10 | عثمان ديمبيلي       | 87'   |     |
| LF             | 7  | خفيتشا كفاراتسخيليا |       | 58' |
| قائمة البدلاء: |    |                     |       |     |
| GK             | 39 | ماتفي سافونوف       |       |     |
| GK             | 80 | أرناو تيناس         |       |     |
| DF             | 3  | بريسنيل كيمبيمبي    |       |     |
| DF             | 43 | نهام كامارا         |       |     |
| MF             | 19 | لي كانغ إن          |       |     |
| MF             | 20 | غابرئيل موسكاردو    |       |     |
| MF             | 24 | سيني مايولو         |       | 73' |
| MF             | 33 | وارن زائير إيمري    |       | 73' |
| FW             | 9  | غونسالو راموس       |       | 73' |
| FW             | 29 | برادلي باركولا      |       | 58' |
| FW             | 49 | إبراهيم مباي        |       |     |
| المدرب:        |    |                     |       |     |
| لويس إنريكي    |    |                     |       |     |

| رجل المباراة: كول بالمر (تشيلسي) الحكام المساعدين: أنطون شيتينين (أستراليا) اشلي بيتشام (أستراليا) الحكم الرابع: فاكوندو تيلو (الأرجنتين) الحكم المساعد الاحتياطي: غابرييل تشاد (الأرجنتين) حكم تقنية الفيديو: باستيان دانكيرت (ألمانيا) مساعد حكم تقنية الفيديو: تاتيانا غوزمان (نيكاراغوا) داعم مساعد حكم تقنية الفيديو: إيفان بيبيك (كرواتيا) |  | قواعد المباراة - تقام المسابقة من مباراة واحدة بنظام خروج المغلوب. - مدة المباراة 90 دقيقة مقسمة إلى شوطين مدة كل شوط 45 دقيقة. - يلعب وقت إضافي في حال استمرار التعادل من 30 دقيقة مقسومة إلى شوطين مدة كل شوط 15 دقيقة. - في حال استمرار التعادل بعد الوقت الإضافي، يلجأ الفريقان إلى ركلات الجزاء الترجيحية - تواجد اثنى عشر لاعب على مقاعد البدلاء، ويمكن إجراء ما يصل إلى خمسة تبديلات، مع السماح بسادس في الوقت الإضافي. |

### الإحصائيات
| إحصائيات                    | تشيلسي | باريس سان جيرمان |
| --------------------------- | ------ | ---------------- |
| الاهداف المسجلة في المباراة | 3      | 0                |
| التسديدات                   | 9      | 9                |
| التسديدات على المرمى        | 5      | 6                |
| الاستحواذ                   | 34%    | 66%              |
| الضربات الركنية             | 3      | 5                |
| الأخطاء                     | 15     | 12               |
| حالات التسلل                | 3      | 2                |
| البطاقات الصفراء            | 4      | 2                |
| البطاقات الحمراء            | 0      | 1                |